# Liste der Kulturgüter in Ettingen
Die Liste der Kulturgüter in Ettingen enthält alle Objekte in der Gemeinde Ettingen im Kanton Basel-Landschaft, die gemäss der Haager Konvention zum Schutz von Kulturgut bei bewaffneten Konflikten, dem Bundesgesetz vom 20. Juni 2014 über den Schutz der Kulturgüter bei bewaffneten Konflikten sowie der Verordnung vom 29. Oktober 2014 über den Schutz der Kulturgüter bei bewaffneten Konflikten unter Schutz stehen.
Objekte der Kategorie A sind im Gemeindegebiet nicht ausgewiesen, Objekte der Kategorie B sind vollständig in der Liste enthalten, Objekte der Kategorie C fehlen zurzeit (Stand: 1. Januar 2023).

## Kulturgüter
| Foto | | Objekt                                                                                        | Kat. | Typ | Standort                         | Beschreibung |
| ---- | --- | --------------------------------------------------------------------------------------------- | ---- | --- | -------------------------------- | ------------ |
| ja   | Datei hochladen · Wikidata zu Ruine Fürstenstein (Q2175269)                                                               | Mittelalterliche Burgruine Fürstenstein KGS-Nr.: 12112                                        | B    | F   | Felsentorweg 1.1 606940 / 257441 |              |
| ja   | Datei hochladen · Wikidata zu Höhle Büttenloch (Q29677865)                                                                | Büttenloch, steinzeitliche Abristation KGS-Nr.: 12113                                         | B    | F   | Büttenloch 607650 / 258501       |              |
| BW   | Datei hochladen · Wikidata zu Siedlungswüstung Rinelfingen (Q29677881)                                                    | Siedlungswüstung Rinelfingen KGS-Nr.: 12114                                                   | B    | F   | 607000 / 258401                  |              |
| BW   | Datei hochladen · Wikidata zu Wölbäcker Rinelfingen (Q29677897)                                                           | Mittelalterliche Wölbäcker Rinelfingen KGS-Nr.: 12115                                         | B    | F   | 607120 / 257820                  |              |
| ja   | Datei hochladen · Wikidata zu Dorfmuseum (Q27480218)                                                                      | Dorfmuseum KGS-Nr.: 12308                                                                     | B    | S   | Schanzgasse 1 607962 / 258729    |              |
| BW   | Datei hochladen · Wikidata zu Witterswilerberg, Refugium unbekannter Zeitstellung / römisches Höhenheiligtum (Q118247670) | Witterswilerberg, Refugium unbekannter Zeitstellung / römisches Höhenheiligtum KGS-Nr.: 17094 | B    | F   | 607351 / 258457                  |              |